# Intef V.
Sekhemre-Vepmaat Intef, Antef ali Injotef je bil egipčanski faraon iz Sedemnajste dinastije, ki je vladal v drugem vmesnem obdobju Egipta. V tem obdobju je bil Egipt razdeljen na Spodnji Egipt, kjer so vladali Hiksi, in Gornji Egipt, kjer so vladali Tebanci.
Sekhemre-Vepmaat se včasih omenja kot Intef V., včasih pa kot Intef VI. Njegovo osebno ime (nomen) Intef-aa se pravaja kot "Njegov oče ga je prinesel, veliki" ali kot  "Intef, veliki". Vladal je iz Teb in bil pokopan verjetno na tebanski nekropoli. Njegovo kanopsko skrinjo (Louvre 3019) so odkrili v 19. stoletju. Na njej je ohranjen napis, da ga je pokopal brat Nubkheperre Intef. ki ga je nasledil na tebanskem prestolu.
Sekhemre-Vepmaat Intef in Nubkeperre Intef sta bila sinova kralja  Sobekemsafa, najverjetneje Sobekemsafa II.  Grobnica Intefa V. še ni bila odkrita. Zelo verjetno je nekje na območju  Dra Abu el-Naga, kjer so leta 2011 odkrili grobnico njegovega brata Intefa VI. V Dra Abu el-Nagi so našli piramidion piramide Intefa V. Njegov naklon meri 60°. Na njem so napisana kraljeva imena. Piramidion se trenutno nahaja v Britanskem muzeju (BM EA 478).